# Icosan
Icosan (hay còn gọi là eicosan) là một Alkan có công thức hóa học là C20H42. Nó có 366.319 đồng phân cấu tạo.

## Ứng dụng
Icosan ít được sử dụng trong ngành công nghiệp hóa dầu, vì điểm bắt lửa cao khiến nó trở thành nhiên liệu kém hiệu quả. n-Icosan (đồng phân cấu trúc mạch thẳng của icosan) là hợp chất ngắn nhất được tìm thấy trong sáp parafin dùng để chế tạo nến.
Kích thước, trạng thái hoặc sự không hoạt động hóa học của Icosan không loại trừ nó khỏi những đặc điểm mà các ankan nhỏ hơn icosan có. Nó là một chất rắn không màu, không phân cực, gần như không phản ứng trừ khi nó bốc cháy. Nó ít đặc hơn và không hòa tan trong nước. Đặc điểm không phân cực của nó có nghĩa là nó chỉ có thể thực hiện liên kết giữa các phân tử yếu.
Sự chuyển pha của Icosan ở nhiệt độ vừa phải làm cho nó trở thành vật liệu chuyển pha, hoặc PCM có thể được sử dụng để lưu trữ nhiệt năng và kiểm soát nhiệt độ.
Nó có thể được phát hiện trong mùi cơ thể của những người bị bệnh Parkinson.

## Đặt tên
IUPAC hiện khuyến nghị tên icosan, trong khi Dịch vụ Tóm tắt Hóa chất và Beilstein sử dụng tên eicosan.